# Hinavai Tepea
Hinavai Tepea es una deportista francopolinesia que compite en taekwondo. Ganó una medalla de bronce en el Campeonato de Oceanía de Taekwondo de 2022, en la categoría de +67 kg.

## Palmarés internacional
| Campeonato de Oceanía | Campeonato de Oceanía | Campeonato de Oceanía | Campeonato de Oceanía |
| Año                   | Lugar                 | Medalla               | Categoría             |
| --------------------- | --------------------- | --------------------- | --------------------- |
| 2022                  | Papeete (Francia)     | Medalla de bronce     | +67 kg                |